# Johann Friedrich Reichardt
Johann Friedrich Reichardt   (Königsberg, 25 de novembre de 1752 - Giebichenstein, 27 de juny de 1814) fou un compositor i crític musical alemany.

## Primers estudis
Estudià música des de ben petit amb Richter i després seguí els cursos de filosofia de Kant en la Universitat de la seva ciutat natal. De 1771 a 1774 viatjà per Alemanya i el 1775 aconseguí per concurs la plaça de mestre de capella de la cort de Frederic el Gran, que havia restat vacant per la mort de Johann Friedrich Agricola.
Atent a les novetats i a despertar l'interès públic, no es limità a desenvolupar la seva plaça, sinó que fundà una societat de concerts en la que donà conèixer gran nombre d'obres desconegudes a Alemanya, que acompanyava de breus programes analítics.
El 1785 visità Londres i París, on feu executar algunes de les seves obres, que foren favorablement acollides, en vista del qual l'empresa d'Òpera li confià dues òperes, Tamerlàn i Panthée; l'any següent, Reichardt tornà a París amb una partitura completament acabada i l'altra molt avançada, però en el moment que anaven a començar els assajos de la primera, morí el rei i Reichardt hagué de retornar precipitadament a Berlín, doncs, en virtut del seu càrrec, havia d'escriure una cantata per al funerals del sobirà.

## Amplis poders
El seu successor, Frederic Guillem II, concedí amplis poders a Reichardt i el confirmà en la direcció de la música de la cort; els millors artistes de l'època desfilaren per Berlín, i Reichardt mateix ca compondre nombroses òperes, en un estil en què imitava a Gluck i en Piccinni, els dos compositors més en voga en aquell temps. El 1790 feu un viatge a Itàlia amb l'objecte de contractar cantants, i durant la seva absència els seus enemics posaren al rei al corrent de les simpaties d'en Reichardt per la Revolució francesa; el rei manifestà el seu descontentament Reichardt, que presentà la dimissió del càrrec, però no se li acceptà, si bé li concediren una llicència de tres anys, dutant els quals cobrà el seu sou íntegre.
El 1794 fou destituït i el 1796 se li donà la plaça d'inspector de les salines. Mort Frederic Guillem II l'any següent, Reichardt s'encarregà novament de la direcció de la música de la cort i estrenà algunes òperes que popularitzaren el seu nom i augmentaren la seva influència.
Reichardt fundà el 1792 la "Musikalisches Wochenblatt", que més tard es transformà en la "Musikalisches Monatschfift", i de 1805 a 1806 dirigí la "Berliniche Musikalische Zeitung". El 1800 establí el vodevil musical alemany, al que donà el nom de "Liederspiel". Com a compositor, Reichardt no pot considerar-se entre els artistes de geni, perquè la manca d'originalitat i agosarament, però la seva melodia és fluida, la seva harmonia pura i el seu estil correcte, essent, en suma, un dels més distingits representants de l'escola germano-italiana que produí obres molt belles, però que foren ben aviat suplantades per la genuïna escola alemanya.
La invasió de Saxònia per l'exèrcit francès 1806 l'obligà a retirar-se al Nord d'Alemanya i es veié privat dels seus càrrecs i rendes, tenin d'acceptar per a poder viure la plaça de director del teatre Reial de Kassel.

## Obra
Escrigué gran nombre d'òperes entre elles: Hanschen und Gretchen (1772), La lanterne magique de l'amour (1773), Le Bûcheron (1775), Il sense galanti (1775), La goiiia dopo il duolo (1776), Artemisia (1778), Andromeda (1778), Protesilao (1779), Procris y Cefalo (1780), Ariadna en Naxos (1780), Sólo el amor da la dicha (1781), Tamerlàn (1785), Panthée (1786), Brenno (1787), Claudina de Villavella, amb llibret de Goethe (1790), Lilla, amb llibret de Goeth (1790), La Olimpiada (1790), Ervino y Elmira, text de Goethe (1790) L'Illa sonora (1799), Rosamunda (1801), El castell encantat, llibre de Kotzebue (1802), L'hereux naufrage (1808) o Bradamante (1808)
A més, va escriure un gran nombre d'obres instrumentals com set simfonies, catorze concerts i disset sonates per a piano, onze sonates i concert per a violí, sis trios per a instruments d'arc, una simfonia concertant per a quartet d'arc i orquestra, dos quartets per a piano i arc, una sonata per a flauta. En música vocal, el més important de l'obra de Reichardt són els seus lieder, que marquen una transició entre la sequedat de l'escola de Berlín i el lirisme de Franz Schubert. També se li deuen gran nombre de composicions religioses; un oratori, cantates, salms, dos tedèums, entre d'altres.
Els seus escrits literaris o de crítica musical més importants són: Ueber die Deutsche Komische Oper (1774), Schereiben über die berlinidche Musik betreffend (1775),, Briefe eines aufmerksamen Reisenden, die Musik betreffend (1775), Ueber die Pflichten des Rippen violinisten (1776), Leben des berühmten Tonkünstlers H. W. Gulden (1779), G. F Händels Jugend (1785), An das Musikalisches Publikum (1787), Bemerkungen eines Reisenden (1788), Musikalischer Almanach (1796), Lyceum der schönen künste (1797), Vertraute Briefe über Frankreich (1792-1793), Vertraute Briefe aus Paris (1804-1805) o Vertraute Briefe geschrieben au feiner Reisenach Wien 1808 bis 1809 (1810)

## La filla Lluisa Reichardt
Fou una compositora alemanya, filla d'en Johann Frederich, nascuda a Berlín el 1788 i morta a Hamburg el 1826. Fou professora de cant en l'última de les ciutats esmentades, en la qual organitzà un Festival Händel. Deixà un bon nombre de lieder, molt estimats en el seu temps.